# أوسكار غامارا
أوسكار غامارا (بالإسبانية: Óscar Gamarra)‏ هو مدرب كرة قدم ولاعب كرة قدم باراغواياني في مركز الوسط، ولد في 13 أغسطس 1987 في أسونسيون في باراغواي. لعب مع سيرو بورتينيو ونادي ميلغار أريكيبا.